# Guiding Light
The Guiding Light, från 1975 Guiding Light, var en amerikansk såpopera, som sändes som radioserie från 1937 till 1956 och som såpopera på amerikansk television från 30 juni 1952 till 18 september 2009. Serien har av Guiness rekordbok erkänts som världens längst pågående såpopera.
Den här amerikanska dagsåpan var stilbildande i genren och först i etern med sina 57 år i tv-rutan. Egentligen är dess historia ännu längre än så eftersom den började som radioserie redan 1937. År 1952 började den även sändas på tv. Serien gjordes i 15 762 avsnitt innan den lades ner år 2009.
Serien skapades av Irna Phillips (som även kom att skapa en rad andra såpoperor) och handlade om en grupp familjer i den fiktiva staden Springfield i Mellanvästra USA. Serien visades på TV3 i början av 1990-talet.